# Le Phare et la Souris
 (mars 2020).
Si vous disposez d'ouvrages ou d'articles de référence ou si vous connaissez des sites web de qualité traitant du thème abordé ici, merci de compléter l'article en donnant les références utiles à sa vérifiabilité et en les liant à la section « Notes et références ».
Pour plus de détails, voir Fiche technique et Distribution.
Le Phare et la Souris (ou La Souris du phare ; Lighthouse Mouse) est un dessin animé Merrie Melodies réalisé par Robert McKimson, qui met en scène Sylvestre le chat et Hippety Hopper, sorti en 1955.